# Vilar de Besteiros
Vilar de Besteiros era una freguesia portuguesa del municipio de Tondela, distrito de Viseo.

## Historia
Fue suprimida el 28 de enero de 2013, en aplicación de una resolución de la Asamblea de la República portuguesa promulgada el 16 de enero de 2013 al unirse con la freguesia de Mosteiro de Fráguas, formando la nueva freguesia de Vilar de Besteiros e Mosteiro de Fráguas.